# Кастельноветто
Кастельноветто (итал. Castelnovetto) — коммуна в Италии, располагается в регионе Ломбардия, в провинции Павия.
Население составляет 657 человек (2008 г.), плотность населения составляет 37 чел./км². Занимает площадь 18 км². Почтовый индекс — 27030. Телефонный код — 0384.

## Демография
Динамика населения:

## Администрация коммуны
- Официальный сайт: